# Aetopetra (Korinth)

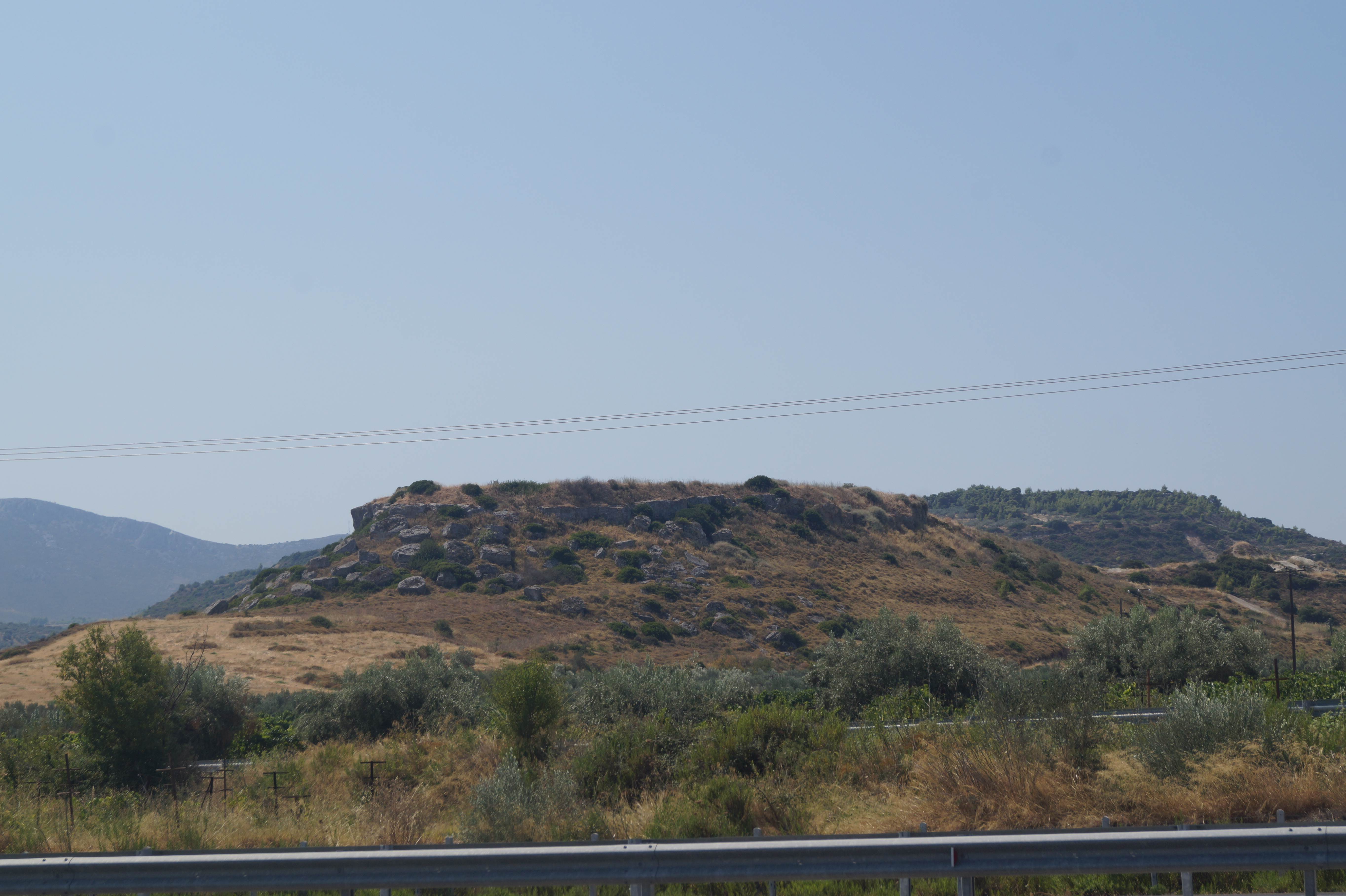
Blick vom Autobahnrastplatz bei Assos an der Ethniki Odos 8a auf die Archäologische Stätte Aetopetra.

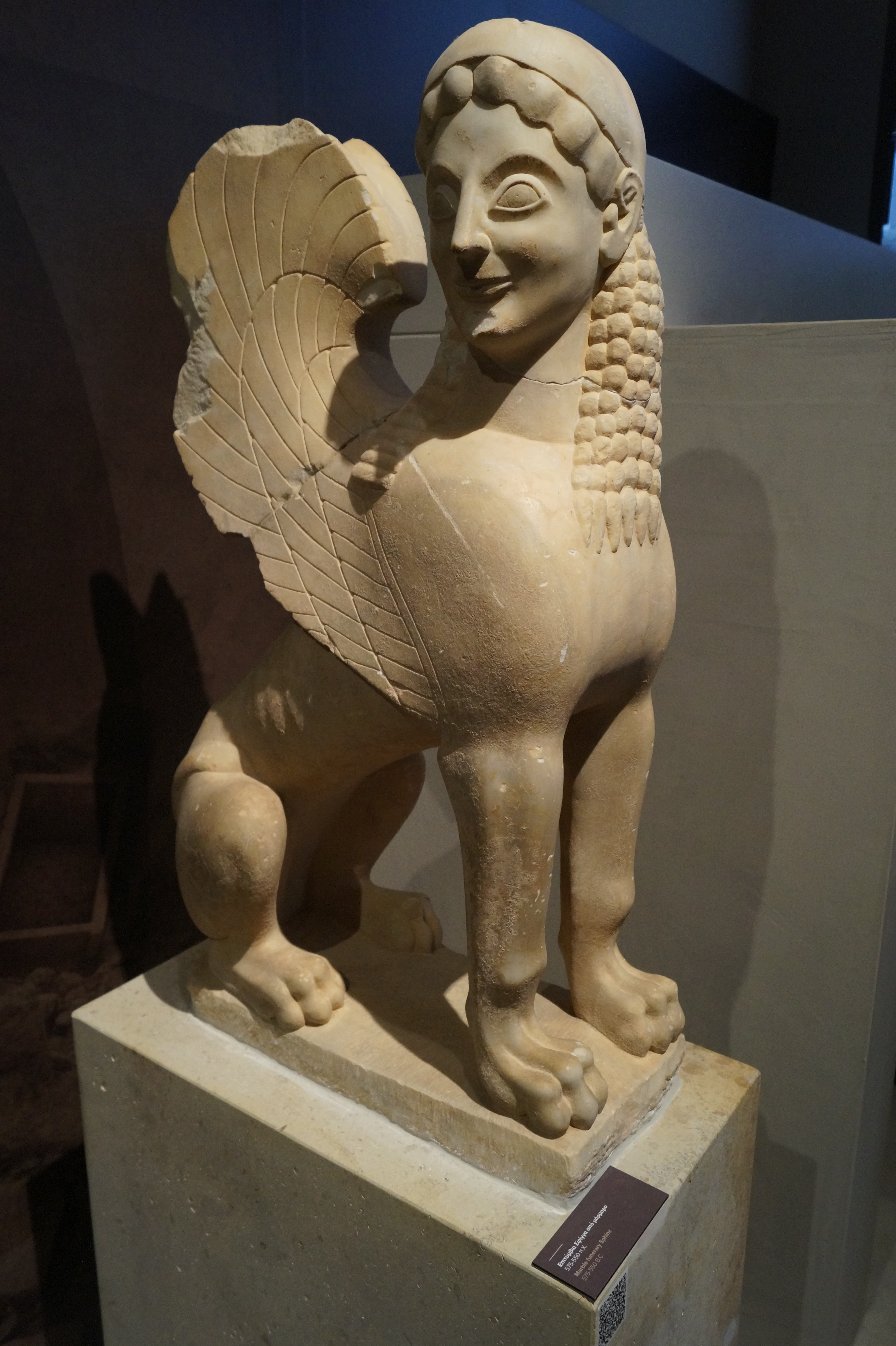
Sphinx von Aetopetra.

Aetopetra (griechisch Αετόπετρα = Adlerfelsen) ist eine archäologische Stätte auf dem gleichnamigen Plateau in der Korinthia in Griechenland. Das Plateau hat eine Größe von 225 × 100 m und liegt etwa 3,5 km westlich des Apollontempels von Korinth. Die vorgeschichtlichen Funde reichen vom Neolithikum bis zur Mykenischen Zeit. Vom Frühhelladikum (FH III, 2200 v. Chr.) bis in die Mykenische Zeit war der Ort ununterbrochen bewohnt. Weitere Funde stammen aus der Archaik, der römischen und frühchristlichen Zeit.

## Beschreibung
Aetopetra war von strategischer Bedeutung, weil man die nördliche Ebene und die antike Straße, die nördlich des 58 m hohen Hügels von Korinth nach Sikyon führte, gut überblicken konnte. Außerdem verlief nach Bernhard Steffen in der Schlucht westlich unterhalb die mykenische Straße nach Kleonai.
Schon Carl Blegen berichtete von Früh-, Mittel- und Späthelladischen Tonscherben und Grundmauern von Häusern auf dem Aetopetra. Im Sommer 1978 und 1979 wurden Ausgrabungen durchgeführt. Hierbei fand man Häuser aus der Früh- und Mittelhelladischen Zeit. In einem Bothros fand man Frühhelladische Scherben. Unter dem Fußboden eines Mittelhelladischen Hauses entdeckte man ein Kinderbegräbnis in einem Pithos. Bei weiteren Untersuchungen fand man eine marmorne Sphinx, die um 575 v. Chr. geschaffen wurde und vermutlich eine Grabsäule krönte. Im Norden und Osten fand man römische Scherben. Außerdem fand man einen römischen Mühlstein und einen frühchristlichen Grabstein.

## Mavrospelies
Westlich auf der anderen Seite der Schlucht am Fundort Mavrospelies (griechisch Μαυροσπηλιές = Schwarze Höhlen) befand sich in der Antike ein Steinbruch für Oolithischen Kalkstein. In einer der zahlreichen Höhlen fand man ein Frühgeometrisches Begräbnis mit einem monolithischen Sarkophag und drei Gefäßen.